# Hassinunga Indijanci
Hassinunga (Hassininga, Hasinninga) /značenje imena nepoznato; prema Eliotu od massachuset hassunnegk, " cave,", iz hassunonoggat, " holes of the rocks," / pleme američkih Indijanaca porodice Siouan nastanjeno u ranom 18. stoljeću na gornjem toku rijeke Rappahannock u Virginiji. Hassinunga su bili jedno od plemena iz saveza Manahoac. -Thomas Jefferson je moguće posljednji koji još govori o ovom plemenu, spominjući 1801. da je vidio Manahoace na rijeci Rappahannock. 

## Vanjske poveznice
- Travels of Captaine John Smith  Arhivirana inačica izvorne stranice od 13. ožujka 2008. (Wayback Machine)
- Manahoac